# La Foye-Monjault
La Foye-Monjault is een gemeente in het Franse departement Deux-Sèvres (regio Nouvelle-Aquitaine) en telt 682 inwoners (1999). De plaats maakt deel uit van het arrondissement Niort.

## Geografie
De oppervlakte van La Foye-Monjault bedraagt 18,8 km², de bevolkingsdichtheid is 36,3 inwoners per km².
De onderstaande kaart toont de ligging van La Foye-Monjault met de belangrijkste infrastructuur en aangrenzende gemeenten.

## Demografie
Onderstaande figuur toont het verloop van het inwonertal (bron: INSEE-tellingen).